# Alpina bureschi
Alpina bureschi là một loài bướm đêm trong họ Geometridae.